# Дідушицька сільська рада
Дідушицька сільська рада — орган місцевого самоврядування у Стрийському районі Львівської області. Адміністративний центр — село Великі Дідушичі.

## Загальні відомості
Водоймища на території, підпорядкованій даній раді: річки Свіча, Сукіль.

## Населені пункти
Сільській раді підпорядковані населені пункти:
- с. Великі Дідушичі
- с. Малі Дідушичі
- с. Угільня

## Склад ради
Рада складається з 20 депутатів та голови.

### Керівний склад попередніх скликань
| ПІБ                        | Основні відомості                                                                                  | Дата обрання | Дата звільнення |
| -------------------------- | -------------------------------------------------------------------------------------------------- | ------------ | --------------- |
| Притоцький Микола Іванович | Сільський голова, 1961 року народження, безпартійний                                               | 26.03.2006   | 31.10.2010      |
| Ілик Олексій Іванович      | Сільський голова, 1981 року народження, освіта вища, член Всеукраїнського об'єднання «Батьківщина» | 31.10.2010   |                 |

Примітка: таблиця складена за даними джерела